# Guadalupe Reyes Reyes
José Guadalupe Reyes Reyes (El Refugio, Arroyo Seco, Querétaro, 1 de septiembre de 1931), conocido como don Lupe Reyes, es un campesino, músico, poeta y trovador mexicano. Ha dedicado la mayor parte de su vida a la poesía decimal campesina, se le ha reconocido en varias ocasiones por su labor de difusión y preservación del son arribeño.

## Semblanza
Es originario de El Refugio, una pequeña población de 500 habitantes. Desde niño se dedicó a las labores del campo, creció bajo el cuidado de su tío, quien era analfabeto. No asistió a la escuela, sin embargo aprendió a leer y escribir de forma autodidacta con la ayuda de un silabario que le regaló un barrillero llamado Epigmenio Grande. De forma paralela aprendió a tocar la guitarra con la ayuda de su vecino, don Pablito, quien era músico. A los 14 años ya era albacero, interpretaba cantos de alabanza tanto en velaciones de imágenes como en velorios de difuntos. Su primera guitarra se la compró a un huapanguero de nombre Melquíades por 80 pesos.
En 1950 aprendió las reglas de la poesía decimal con Melitón Orozco, un huapanguero de Río Verde. El 15 de mayo de 1955, día de San Isidro Labrador, participó en su primera topada (enfrentamiento durante toda la noche de dos poetas acompañados por sus músicos), resultó perdedor por fallar en una clave y en la medida de su versificación. A pesar de esta primera derrota continuó su aprendizaje con los consejos de un trovador de San Ciro de Acosta, Rosalío Ruiz, así logró mejorar la consonancia, medida y corrección. Poco después comenzó a alternar en diversas topadas con otros trovadores en Tamasopo, San Miguel de Concá, Lagunilla, San Ciro y Arroyo Seco.  En 1986 junto con sus hijos, Miguel (primer violín), Vicente (segundo violín) y Juan Gualberto (jarana o vihuela), formó el cuarteto Don Lupe Reyes y los Reyes de El Refugio.
En 2006 recibió el Premio Nacional de Ciencias y Artes en el área de Artes y Tradiciones Populares, ese mismo año fue integrado al Programa de Creadores Eméritos del Fondo Nacional para la Cultura y las Artes (FONCA). De esta manera pudo emprender el proyecto de difusión de la música campesina en Querétaro con el Programa de Apoyo a la Producción Artística (Apoyarte) y con la colaboración del Instituto Queretano de la Cultura y las Artes, del Museo Histórico de la Sierra Gorda y de la Unidad Regional de Culturas Populares.
A la edad de 77 años se retiró de sus presentaciones, desde entonces sólo cumple compromisos contraídos de por vida en festividades religiosas. Para celebrar su retiro se llevó a cabo una huapangada en el Centro Cultural Casa del Faldón en Santiago de Querétaro el 31 de marzo de 2008 y la presentación de su disco Poeta por destino. Son arribeño y poesía decimal campesina de don Lupe Reyes.

## Obras publicadas
Es autor y coautor de dos libros:
- Poeta dime tus razones, en coautoría con Epifanio Torres y Mauro Villeda, compilado por Guillermo Velázquez en 1993.
- Yo también soy el talento: poesía decimal, publicado en 2000.

## Premios y distinciones
- Reconocimiento y homenaje durante el 4.° Festival de la Huasteca en Jalpan en 1999.[5]
- Premio Nacional de Ciencias y Artes en el área de Artes y Tradiciones Populares otorgado por la Secretaría de Educación Pública en 2006.
- Homenaje en el Centro Cultural Casa del Faldón por el Instituto Queretano de la Cultura y las Artes el 31 de marzo de 2008 al culminar su programa de presentaciones Canto a lo divino y a lo humano, tras el cual anunció su retiro.[6]
- Homenaje por payadores argentinos y versadores cubanos el 22 de agosto de 2009 durante el la 1.ª Jornada Iberoamericana de niños y jóvenes poetas, trovadores y versadores, celebrada en Arroyo Seco, Querétaro.